# 十四烷基苯
十四烷基苯（英語：Tetradecylbenzene）是一种有机化合物，化学式C20H34，可见于蘆薈等物种。